# Olimpíada Nacional em História do Brasil
A Olimpíada Nacional em História do Brasil (ONHB) é uma olimpíada de conhecimento elaborada e coordenada pelo Departamento de História da Universidade Estadual de Campinas (Unicamp). Sua primeira edição aconteceu em 2009. Foi criada com o objetivo de promover, no campo das ciências humanas, uma "atividade que estimula o conhecimento e o estudo, desperta talentos e aptidões e, fundamentalmente, envolve os participantes em atividades de desafio construtivo". Sendo composta por seis fases virtuais e uma presencial, a ONHB é realizada por equipes de quatro membros: três estudantes (oitavo e nono ano do ensino fundamental e qualquer ano do ensino médio) e um professor de história do colégio do grupo. Ao longo das fases virtuais, que duram uma semana cada, são também realizadas tarefas que envolvem uma participação mais ativa dos alunos. Atualmente, a ONHB é realizada com o apoio do Ministério da Ciência, Tecnologia e Inovação, do Conselho Nacional de Desenvolvimento Científico e Tecnológico (CNPq), do Fundo Nacional de Desenvolvimento Científico e Tecnológico, da Associação Nacional de História (ANPUH), do Instituto de Filosofia e Ciências Humanas da Unicamp (IFCH), do Programa de Pós-Graduação em História da Unicamp e do Serviço de Apoio ao Estudante da Unicamp (SAE/Unicamp).